# Joan Tarrida
Joan Tarrida (Barcelona, 1959) és un editor català. És l'actual director general i editor de Galaxia Gutenberg des de l'any 2004. Ha desenvolupat tota la seva activitat professional en el món de l'edició. Ha estat Director de Publicacions dels Jocs Olímpics de Barcelona (1990-1992) i a l'any 1992 va entrar a formar part del Grup Bertelsmann, assumint les funcions de director de creació editorial de Plaza & Janés (1992-1999). Des de 1999 va ser director editorial i, posteriorment, director general de Círculo de Lectores.